# Stig Blomqvist
Pour les articles homonymes, voir Blomqvist.
Stig Blomqvist, né le 29 juillet 1946 à Örebro, est un pilote de rallye, de courses de côte, de rallycross et de touring car suédois. Il fait ses débuts en rallye en 1964.

## Biographie
De 1968 à 1975 il est fidèle à la Saab 96 V4, avec Lennart Blomqvist jusqu'en 1969, et Arne Hertz de 1971 à 1973. Cette voiture lui permet notamment de remporter les 1000 lacs en 1971, alors comptabilisés en ERC, et le rallye de Suède en 1972 (championnat international des marques) et 1973.
Sa carrière en championnat du monde s'étend de 1973 (année de création du championnat du monde des constructeurs) à 2006. Durant cette période il participe à 32 saisons en WRC sur 34 possibles (mais sporadiquement de 1989 à 2000, le team David Sutton Cars lui proposant une sorte de "seconde jeunesse" en mondial entre 2001 et 2004 sur Mitsubishi Lancer puis Subaru Impreza, avec une parenthèse Škoda Motorsport en 2002 après les saisons 1994 à 1997 auprès de ce constructeur), un record.
Vainqueur de 11 (14) rallyes en mondial (+ 3 victoires acquises en championnat international, avant la création du championnat du monde) il est, avec son coéquipier et compatriote Björn Cederberg, champion du monde des rallyes en 1984 sur une Audi Quattro (et membre du team officiel allemand de 1983 à 1985). Il remporte sept fois le rallye de suède, dont cinq fois en championnat du monde. Il partage en outre avec Marcus Grönholm le plus de victoires sur neige en championnat du monde.
De 2000 à 2006 sa copilote est une Vénézuélienne, Ana Goñi, notamment lors de son dernier rallye de Suède disputé, sur une Subaru Impreza WRX STi. Ils remportent ensemble une victoire en Production lors du rallye de Suède 2002 (Subaru Impreza WRX STi), et la première édition du Roger Albert Clark Rally "Historic" en 2004 sur Ford Escort MK2, qui n'est autre que le RAC Rally version revival.
Plus récemment en Belgique, outre ses deux victoires antérieures aux Boucles de Spa en 1976 et en 1980 alors en championnat
d'Europe sur Saab, il participe à deux reprises à la version "VHC" de l'épreuve (les Legend Boucles de Spa) sur une Ford Escort RS 2000, en 2010 et en 2011.

## Palmarès

### Titres
| Saison                                         | Titre                                         | Voiture                                                                       |
| ---------------------------------------------- | --------------------------------------------- | ----------------------------------------------------------------------------- |
| 1970                                           | Vice-champion de Suède des rallyes            | Saab 96 V4                                                                    |
| 1971                                           | Champion de Suède des rallyes Classe R        | Saab 96 V4                                                                    |
| 1971                                           | Champion de Suède des rallyes Classe T (Gr.2) | Saab 96 V4                                                                    |
| 1973, 1974, 1975, 1976, 1978, 1980, 1982, 1994 | Champion de Suède des rallyes                 | Saab 96 V4, Saab 99 EMS, Saab 99 Turbo, Audi Quattro, Ford Escort RS Cosworth |
| 1982, 1983, 1987, 1988, 1989, 1993             | Champion de Suède de course de côte           | Audi Quattro, Ford Escort RS200 puis Cosworth                                 |
| 1983                                           | Champion de Suède de rallycross               | Audi Quattro                                                                  |
| 1983                                           | Champion d'Angleterre des rallyes             | Audi quattro A1                                                               |
| 1984                                           | Champion du monde des rallyes                 | Audi quattro A2 / Audi quattro Sport                                          |
| 1985                                           | Vice-champion du monde des rallyes            | Audi quattro A2 / Audi quattro Sport                                          |
| 1990                                           | Champion de Suède de touring car              | Audi Quattro, Ford Sierra RS500                                               |

(Nota Bene: il a également participé au championnat d'Europe de courses de camions en 1992, terminant alors troisième de la Classe C sur un Phoenix MAN)

### Victoires

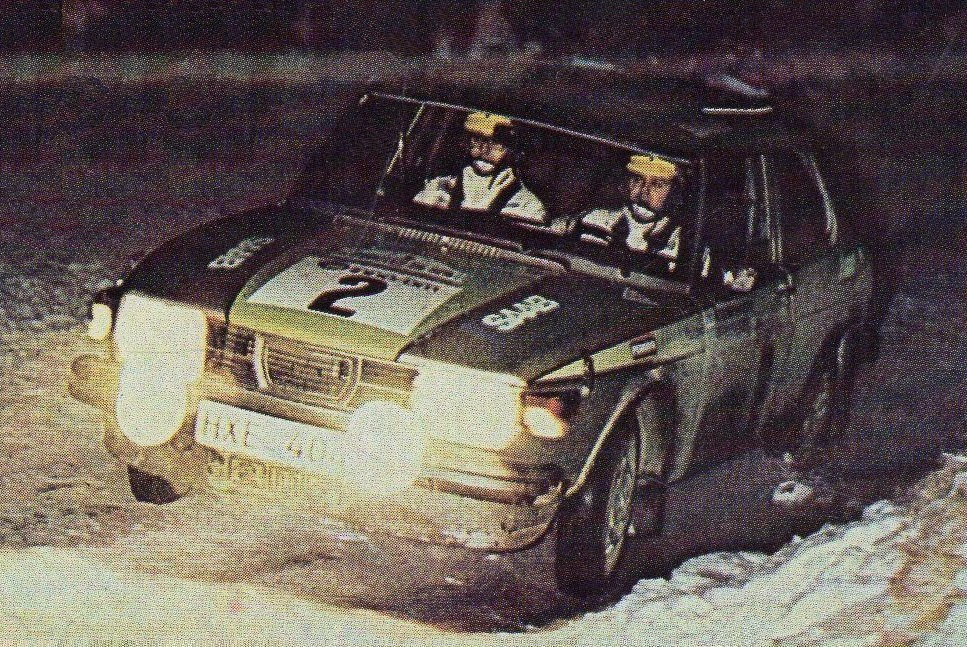
Stig Blomqvist, en janvier 1975 sur Saab 99 EMS : 1er au AT-HUS Trofen, en Suède.

#### Victoires en championnat de Suède des rallyes
- 1969 : Rallye Östgöta
- 1975 : Rallye polaire Bergslag (Suède)
- 1979, 1980, 1982 et 1986 : South Swedish Rally

#### Victoires en championnat de Finlande des rallyes
- 1971, 1972, 1973, 1977, et 1982: Hankirally (recordman de l'épreuve)

#### 13 victoires en championnat d'Europe des rallyes
- 1971 : Rallye de Finlande
- 1973 : Rallye de Chypre
- 1975 : Rallye polaire Bergslag (Suède)
- 1976 et 1980 : Boucles de Spa
- 1977 et 1982 : Rallye Hanki
- 1979, 1980, 1982 et 1986 : Rallye du sud de la Suède (2e en 1981 et 1994, 3e en 1995, 4e en 1996)
- 1983 : Arnold Clark Scottish Rally (rallye d'Écosse)
- 1984 : Rallye de Suède (et WRC)

#### 4 victoires en championnat d'Angleterre des rallyes (BRC)
- 1983 : Rallye Mintex
- 1983 : Rallye du Pays de Galles
- 1983 : Rallye d'Écosse
- 1983 : Rallye d'Ulster

#### Victoires en championnat international des marques (IMC)
| # | Saison | Rallye                        | Pays        | Copilote   | Voiture    |
| - | ------ | ----------------------------- | ----------- | ---------- | ---------- |
| 1 | 1971   | 22e Rallye de Suède           | Suède       | Arne Hertz | Saab 96 V4 |
| 2 | 1971   | 27e Rallye de Grande-Bretagne | Royaume-Uni | Arne Hertz | Saab 96 V4 |
| 3 | 1972   | 23e Rallye de Suède           | Suède       | Arne Hertz | Saab 96 V4 |

- Le championnat international des marques (parfois désigné championnat d'Europe des marques) fut disputé de 1970 à 1972[3], avant la création du championnat du monde des rallyes en 1973.

#### Victoires en championnat du monde des rallyes (WRC)
| #  | Saison | Rallye                         | Pays             | Copilote        | Voiture            |
| -- | ------ | ------------------------------ | ---------------- | --------------- | ------------------ |
| 1  | 1973   | 24e Rallye de Suède            | Suède            | Arne Hertz      | Saab 96 V4         |
| 2  | 1977   | 27e Rallye de Suède            | Suède            | Hans Sylvan     | Saab 99 EMS        |
| 3  | 1979   | 29e Rallye de Suède            | Suède            | Björn Cederberg | Saab 99 Turbo      |
| 4  | 1982   | 32e Rallye de Suède            | Suède            | Björn Cederberg | Audi Quattro       |
| 5  | 1982   | 24e Rallye Sanremo             | Italie           | Björn Cederberg | Audi Quattro       |
| 6  | 1983   | 39e Rallye de Grande-Bretagne  | Royaume-Uni      | Björn Cederberg | Audi quattro A2    |
| 7  | 1984   | 34e Rallye de Suède            | Suède            | Björn Cederberg | Audi quattro A2    |
| 8  | 1984   | 31e Rallye de l'Acropole       | Grèce            | Björn Cederberg | Audi quattro A2    |
| 9  | 1984   | 14e Rallye de Nouvelle-Zélande | Nouvelle-Zélande | Björn Cederberg | Audi quattro A2    |
| 10 | 1984   | 4e Rallye d'Argentine          | Argentine        | Björn Cederberg | Audi quattro A2    |
| 11 | 1984   | 16e Rallye de Côte d'Ivoire    | Côte d'Ivoire    | Björn Cederberg | Audi quattro Sport |

#### Autres podiums en championnat du monde des rallyes (23)
- 2e du rallye de Grande-Bretagne, en 1974, 1976, 1980 et 1987
- 2e du rallye de Suède, en 1975, 1976, 1983, 1985 et 1988

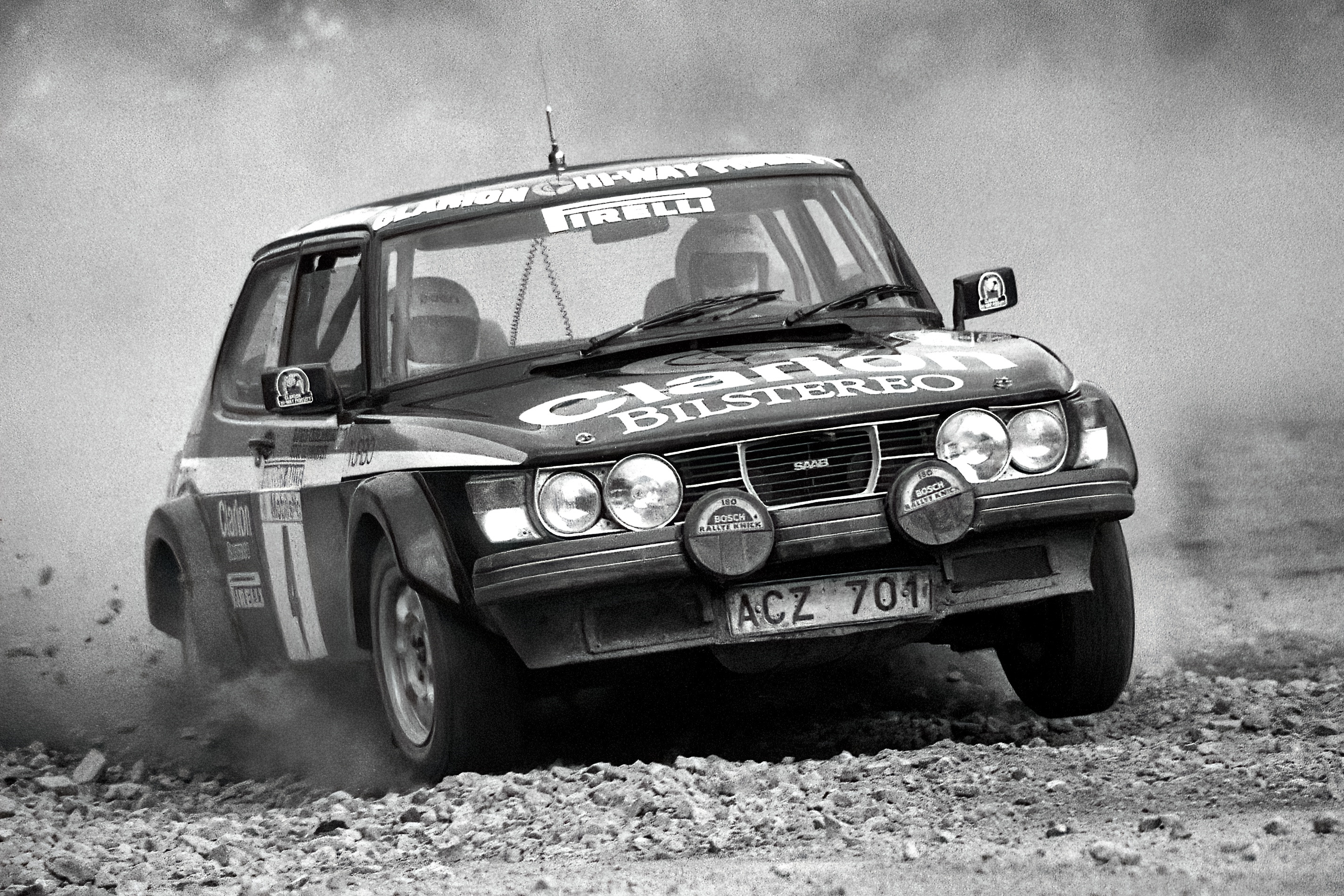
Stig Blomqvist au rallye d'Hunsrück en 1980, sur Saab 99 Turbo.

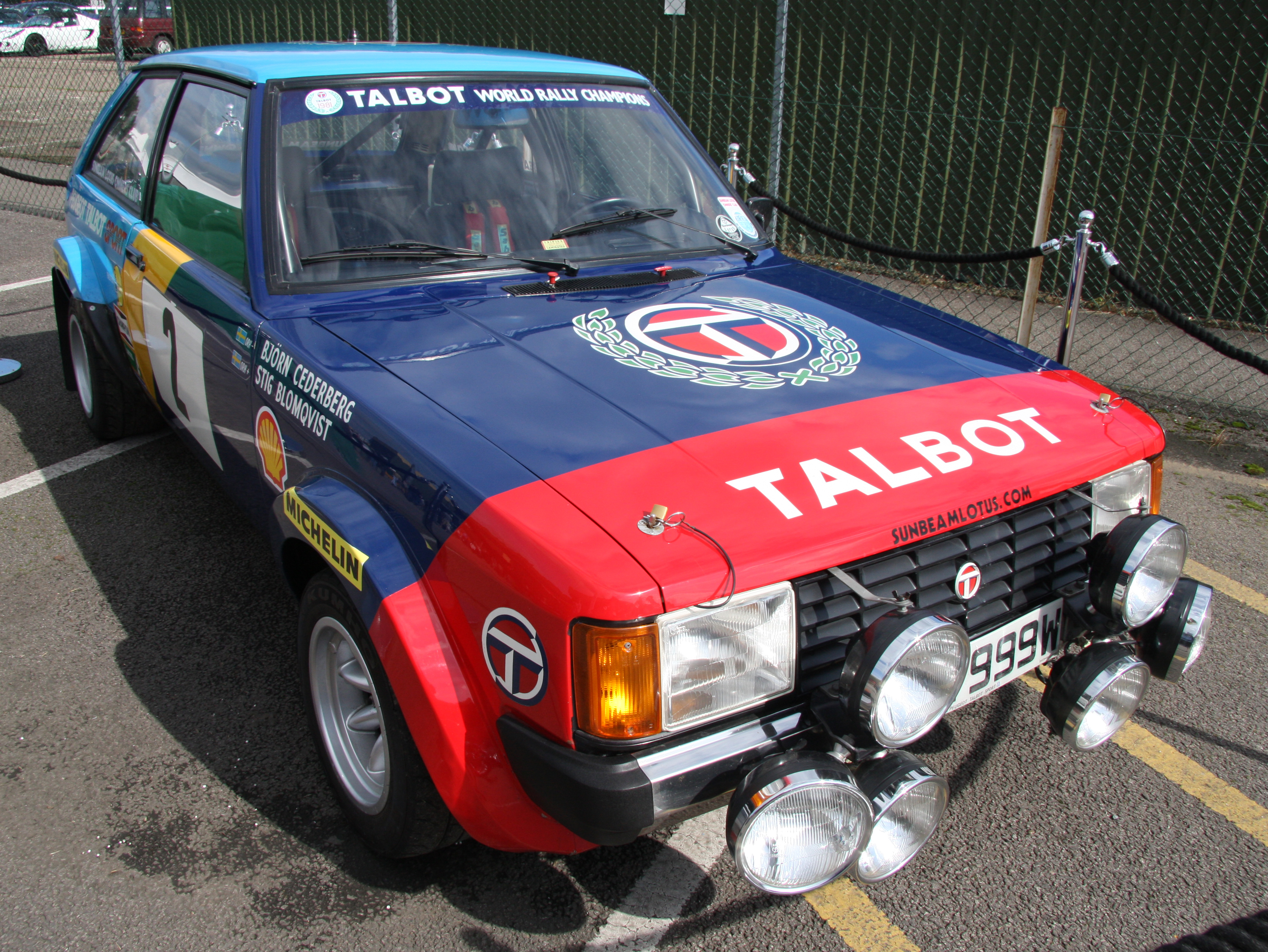
La Talbot Chrysler Sunbeam Lotus de S. Blomqvist et B. Cederberg, durant les saisons 1981 et 1982 en WRC.

- 2e du rallye de Finlande, en 1982, 1983 et 1985
- 2e du rallye d'Argentine, en 1983
- 2e du rallye Monte-Carlo, en 1984
- 2e du rallye de l'Acropole, en 1985
- 3e du rallye de Grande-Bretagne, en 1981 et 1996
- 3e du rallye Monte-Carlo, en 1983
- 3e du rallye de l'Acropole, en 1983
- 3e du rallye d'Argentine, en 1986
- 3e du rallye de Finlande, en 1987
- 3e du rallye Safary, en 1989
- 3e du rallye de Suède, en 1992

#### Résultats en championnat du monde des rallyes
| Saison | Équipe              | Départs | Victoires | Podiums | Abandons | Points | Classement final   |
| ------ | ------------------- | ------- | --------- | ------- | -------- | ------ | ------------------ |
| 1973   | Privé, Saab         | 4       | 1         | 1       | 3        | -      | Pas de championnat |
| 1974   | Privé, Saab         | 2       | 0         | 1       | 0        | -      | Pas de championnat |
| 1975   | Privé, Saab         | 3       | 0         | 1       | 2        | -      | Pas de championnat |
| 1976   | Privé, Saab         | 3       | 0         | 2       | 1        | -      | Pas de championnat |
| 1977   | Privé, Saab         | 3       | 1         | 1       | 2        | -      | Pas de championnat |
| 1978   | Privé, Saab         | 3       | 0         | 0       | 2        | -      | Pas de championnat |
| 1979   | Privé, Saab         | 2       | 1         | 1       | 1        | 20     | 10e                |
| 1980   | Privé               | 2       | 0         | 1       | 1        | 15     | 17e                |
| 1981   | Privé, Talbot       | 3       | 0         | 1       | 0        | 23     | 13e                |
| 1982   | Privé, Audi, Talbot | 4       | 2         | 3       | 0        | 58     | 4e                 |
| 1983   | Privé, Audi         | 9       | 1         | 6       | 3        | 89     | 4e                 |
| 1984   | Audi                | 11      | 5         | 6       | 3        | 133    | Champion           |
| 1985   | Audi                | 8       | 0         | 3       | 2        | 75     | 2e                 |
| 1986   | Ford, Peugeot       | 6       | 0         | 1       | 4        | 22     | 11e                |
| 1987   | Privé, Ford         | 7       | 0         | 2       | 4        | 33     | 7e                 |
| 1988   | Privé, Ford         | 5       | 0         | 1       | 0        | 41     | 4e                 |
| 1989   | Privé, Volkswagen   | 2       | 0         | 1       | 0        | 20     | 16e                |
| 1991   | Nissan              | 4       | 0         | 0       | 2        | 11     | 24e                |
| 1992   | Privé, Nissan       | 3       | 0         | 1       | 2        | 12     | 21e                |
| 1993   | Privé               | 1       | 0         | 0       | 1        | 0      | -                  |
| 1994   | Ford                | 1       | 0         | 0       | 0        | 10     | 17e                |
| 1995   | Privé, Ford         | 2       | 0         | 0       | 0        | 4      | 15e                |
| 1996   | Privé, Ford         | 3       | 0         | 0       | 1        | 7      | 18e                |
| 1997   | Privé               | 1       | 0         | 0       | 0        | 0      | -                  |
| 1999   | Privé               | 1       | 0         | 0       | 1        | 0      | -                  |
| 2000   | Privé               | 1       | 0         | 0       | 1        | 0      | -                  |
| 2001   | Privé, Skoda        | 12      | 0         | 0       | 5        | 0      | -                  |
| 2002   | Privé, Skoda        | 6       | 0         | 0       | 2        | 0      | -                  |
| 2003   | Privé               | 6       | 0         | 0       | 0        | 0      | -                  |
| 2004   | Privé               | 2       | 0         | 0       | 0        | 0      | -                  |
| 2005   | Privé               | 1       | 0         | 0       | 0        | 0      | -                  |
| 2006   | Privé               | 1       | 0         | 0       | 0        | 0      | -                  |
| Total  |                     | 122     | 11        | 33      | 43       | 573    | 1 titre            |

#### Records détenus en championnat du monde des rallyes
- Victoires sur neige : 5, au rallye de Suède 1973, 1977, 1979, 1982 et 1984 (record partagé avec Marcus Grönholm)
- Nombres de saisons avec au moins un départ : 32, de 1973 à 2006 (sauf 1990 et 1998) : 32 saisons sur 34 possibles
- Nombres de saisons avec au moins un podium : 17 (record partagé avec Carlos Sainz)
- Temps scratch avec la plus grande vitesse moyenne : 189,53 km/h, lors de la SS1 du rallye d'Argentine 1983
- Sur le même rallye, nombre de rallyes terminés : 25, au rallye de Suède

#### Quelques autres victoires en rallyes
- Rallye Pistons les Wapitis : 1978 (Canada)
- Rallye La Jornada Trabajosa : 1978 (Californie, copilote John Buffum)
- Rallye d'Ulster : 1983 (aussi en championnat d'Irlande)
- Rallye Audi Sport : 1986 (organisé par le Royal Automobile Club][4]
- Rallye Hong Kong-Pékin : 1986
- Rallye Maine Forest : 1999 (USA - championnat des États-Unis, actuel rallye New England Forest)

#### Race of Champions
- Vainqueur de la Course des Champions en 1989, 1990

#### Pikes Peak International Hill Climb
- 2002 : second Unlimited, à 34 secondes de son compatriote Per Eklund sur Saab 9-3 Viggen 4x4
- 2004 : vainqueur Unlimited, sur Ford RS200E

#### Rallyes historiques
- 2000 Millennium celebration of the first epic event (London–Sydney Marathon 2000):  Stig Blomqvist /  Ben Rainsford (devant Michèle Mouton / Francis Tuthill)
- 2004 Roger Albert Clark Rally (1re édition) : Stig Blomqvist / Anna Goni Boracco (copilote vénézuélienne) sur Ford Escort Mk2
- 2009 Carrera Panamericana : Stig Blomqvist / Anna Goni Boracco sur Studebaker
- 2009 Midnattssolsrallyt categorie VHC : Stig Blomqvist / Leif Ahlin sur Ford Escort RS 1800

## Distinctions
- Autosport's International Rally Driver Annual Award 1983

## Famille
Tom Blomqvist, fils de Stig, est pilote de Formule 3.